# 小時代1.5青木時代
《小時代1.5青木時代》是中國大陸漫畫畫家陌一飛所繪，故事介於小說《小時代1.0折紙時代》和《小時代2.0虛銅時代》之間。故事原著為郭敬明，腳本設定由貓某人完成。 該漫畫單行冊在上市當天銷量超過20萬冊。

### 續作
- 《小時代2.5鋒銀時代》

### 原著
- 《小時代1.0折紙時代》
- 《小時代2.0虛銅時代》
- 《小時代3.0刺金時代》

### 改編
- 《小时代：青木时代》

## 外部連結
- 單行本第一卷官網[永久]（简体中文）
- 單行本第二卷官網[永久]（简体中文）
- 單行本第三卷官網[永久]（简体中文）
- 單行本第四卷官網[永久]（简体中文）